# José de Amézola y Aspizúa
José de Amézola y Aspizúa (Urkabustaiz, Àlaba, 9 de gener de 1874 - Cercedilla, 1922) fou un empresari, polític i esportista alabès. Pilotari aficionat en la seva joventut. És considerat actualment juntament amb Francisco Villota com el primer medallista que ha tingut Espanya en els Jocs Olímpics.

## Biografia
José de Amézola y Aspizúa va ser el fill gran de José de Amézola y Viriga, un dels empresaris més importants i influents de la Biscaia de finals del segle xix i començaments del XX. José de Amézola pare era originari d'Etxebarri, localitat on encara es conserva el Palau Amézola, fou el fundador i primer president de la Hullera Vasco-Leonesa i va tenir interessos en nombroses empreses, especialment del sector de la mineria.
El seu fill, que havia nascut en 1874 a la localitat alabesa d'Izarra (municipi d'Urkabustaiz), va heretar una acomodada posició social i empresarial, a més d'un important patrimoni. En la seva joventut va ser un puntista aficionat notable. Posteriorment va ser vocal del Banc de Bilbao, empresari teatral i taurí.
José va tenir una participació destacada en política en les files del conservadorisme. Va ser secretari de la Comissió Provincial de Biscaia i a les eleccions generals espanyoles de 1914 va arribar a ser escollit Diputat del Congrés per la circumscripció de Durango (Biscaia) en representació dels conservadors. Aquesta elecció va ser molt disputada, puix que els resultats no foren acceptats pel candidat perdedor, el tradicionalista Esteban Bilbao. Això va donar lloc a enfrontaments en els quals van morir diversos seguidors d'Amézola i van resultar detinguts alguns requetés. Encara que va estar a punt de ser impugnada la seva elecció, finalment va ser confirmat en el seu lloc per la Junta Electoral Provincial i va estar en el càrrec fins a 1916. En 1920 va ser nomenat gentilhome amb servei d'Alfons XIII pel seu suport a la monarquia.
José de Amézola va morir en 1922 deixant com a vídua Teresa Garay. Van tenir dos fills: José i Soledad. Es troba enterrat al panteó familiar situat al cementiri d'Artziniega. En honor seu el barri bilbaí d'Ametzola va rebre el seu nom. Els 5 germans de José van tenir també un paper social destacat en els negocis i la política.

## Primer medallista olímpic de l'esport espanyol
La medalla olímpica que s'atribueix a José de Amézola és fruit d'una revisió crítica dels Jocs Olímpics de París 1900 que va realitzar l'historiador Bill Mallon en 1998 i que va publicar sota el títol The 1900 Olympic Games: Results for All Competitors in All Events, With Commentary.
Els segons jocs olímpics de l'era moderna van ser un conjunt de proves i concursos esportius celebrats al llarg de diversos mesos durant l'Exposició Universal de París (1900), que ni tan sols van ser publicitats com a Jocs Olímpics en l'època. El problema a què s'enfrontaven els historiadors esportius era destriar quines proves esportives de les disputades aquell any a París havien de ser considerades olímpiques i quines no, ja que moltes d'elles van tenir caràcter local, van ser proves professionals amb premis en metàl·lic o corresponien a disciplines que alguns no consideren esportives, com pot ser la columbofília. Això feia que el medaller d'aquests Jocs Olímpics diferís substancialment depenent de qui fes el recompte.
Per posar ordre en el caòtic conjunt de proves i concursos que es van celebrar durant l'Exposició Universal de París (1900), Mallon va aplicar estrictament quatre condicions bàsiques per considerar que les proves esportives celebrades durant 1900 a París van ser realment olímpiques (que fossin amateurs, internacionals, sense "handicaps" i obertes).
Així per exemple Mallon no va considerar olímpica la prova de tir al colomí en la qual l'espanyol Pedro Pidal havia obtingut el segon lloc, negant d'aquesta forma a l'esport espanyol la que tradicionalment havia estat considerada com la seva primera medalla olímpica. En aquesta prova els vencedors havien obtingut importants premis en metàl·lic, la qual cosa la catalogava com una prova no amateur.
No obstant això de tot el conjunt d'esdeveniments celebrats aquell any a París, Mallon va rescatar un torneig amateur de la modalitat de cesta-punta de pilota basca que havia caigut en l'oblit. En aquell torneig es van inscriure dues parelles: una formada per un tal Villota de Madrid i un tal Amézola de Bilbao i una parella d'Iparralde anomenats Durquetty i Etchegaray. Els segons es van retirar abans del partit per algun tipus de discrepància sobre l'organització o les regles del torneig; i els organitzadors van declarar vencedors Villota i Amézola. En complir el torneig de cesta-punta les quatre condicions aplicats per Mallon en el seu estudi, Villota i Amézola havien de ser considerats campions olímpics segons el seu criteri, encara malgrat no haver-se arribat a disputar el torneig, ja que havien estat proclamats campions per incompareixença dels seus rivals.
L'any 2004 el COI va donar per bones les tesis de Mallon i va incorporar als dos puntistes Villota i Amézola com a medallistes olímpics. D'altra banda Pidal era tret fora del palmarès olímpic. Així, Amézola i Villota es van convertir en els primers campions olímpics de l'esport espanyol i en els únics campions olímpics de pilota basca de la història, ja que solament en l'edició de 1900 la pilota ha estat reconeguda com a part del programa olímpic oficial.
No obstant això, fins a agost de 2008 poc es va saber de qui havien estat Villota i Amézola realment, ja que solament havien quedat registrats en el llibre commemoratiu dels Jocs de 1900 els seus cognoms i ciutats de procedència. L'historiador Fernando Arrechea, especialitzat en el tema, va dur a terme una investigació particular que va revelar les identitats de tots dos esportistes i que va publicar en el seu blog d'olimpisme.
L'agost de 2008, coincidint amb els Jocs Olímpics de Pequín 2008 va revelar la identitat completa de Villota, que s'anomenava Francisco Villota i havia estat un membre de l'alta societat madrilenya, de família càntabra. Uns mesos més tard, el 20 de desembre de 2008, va revelar que el seu company Amézola havia estat José de Amézola y Aspizúa, una figura ben coneguda de la societat biscaïna de principis de segles. D'aquesta manera havia desvetllat les identitats dels primers campions olímpics de l'esport espanyol, campions que d'altra banda, mai van ser conscients en vida de ser-ho.